# Damalis limipidipennis
Damalis limipidipennis là một loài ruồi trong họ Asilidae. Damalis limipidipennis được Joseph & Parui miêu tả năm 1990. Loài này phân bố ở miền Ấn Độ - Mã Lai.